# لشکری بازار
لشکری بازار (به لهجه محلی قلعه کهنه) به مجموعه کاخ‌های قدیمی واقع در شهر لشکرگاه در جنوب افغانستان گفته می‌شود که اقامتگاه کاخ حاکمان امپراتوری غزنوی بود. لشکری بازار از چهار بخش تشکیل شده‌است که شامل کاخ شمالی، کاخ مرکزی، کاخ جنوبی و یک بازار است. احتمالاً نام اصلی آن العسکر بوده‌است.
برخی از عناصر ساختاری کاخ مربوط به دوره اشکانی است. قدمت کاخ مرکزی (۳۲×۵۲ متر) مربوط به دوره سامانیان (۸۱۹–۹۹۹ میلادی) است. شهر لشکرگاه که در اوایل سال ۶۶۱ میلادی توسط اعراب فتح شده‌بود، بعدتر به شهری بزرگ و ثروتمند تبدیل شده و اقامتگاه زمستانی فرمانروایان بعدی گردید.
کاخ جنوبی (۱۰۰×۱۷۰ متر) توسط سلطان محمود غزنوی (۹۹۸–۱۰۳۰ بعد از میلاد) تأسیس شد و توسط پسرش مسعود اول (۱۰۳۰–۱۰۴۱ بعد از میلاد) گسترش یافت. این کاخ بزرگترین کاخ لشکری بازار است. کاخ‌های لشکری بازار ابتدا اقامتگاه زمستانی فرمانروایان غزنوی و سپس غوری بود. پایتخت غزنویان در شهر غزنی و پایتخت غوریان در شهر فیروزکوه قرار داشت.
کاخ جنوبی با گچبری، نقاشی، دیوارنگاری و صفحات مرمر حکاکی و تزئین شده‌بود.
کاخ شمالی توسط حاکمان بعدی خاندان غزنوی ساخته شد.
یک جاده بزرگ به طول حدود ۱۰۰ متر، کاخ‌های لشکری بازار را به بازار آن پیوند می‌دهد.
شاهنشاهی غوریان در سال ۱۱۵۱ میلادی کاخ‌های لشکری بازار را ابتدا غارت کردند، اما بعداً آنها را بازسازی کردند و بخش‌هایی از معماری غوری را به کاخ افزودند. غوریان بعدتر قلعه بست را در حدود ۷ کیلومتری جنوب لشکری بازار همراه با یک طاق ساختند که تا امروز پابرجاست و پس از مسجد جامع هرات و منار جام، سومین شاهکار معماری غوری در افغانستان به حساب می‌آید. اخیراً افغانستانی‌های مقیم خارج روی بازسازی این ویرانه‌ها سرمایه‌گذاری کرده‌اند.

## نگارخانه

نگاره‌های بدست آمده از لشکری بازار
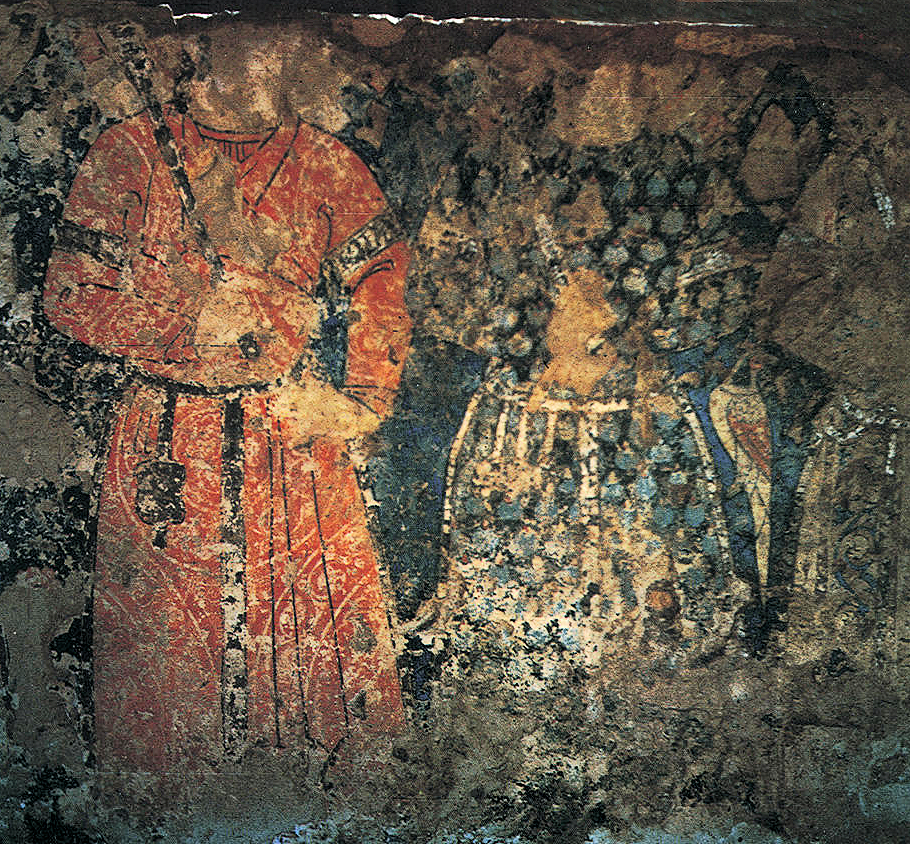
نگاره‌های غزنویان روی دیوارهای کاخ لشکری بازار
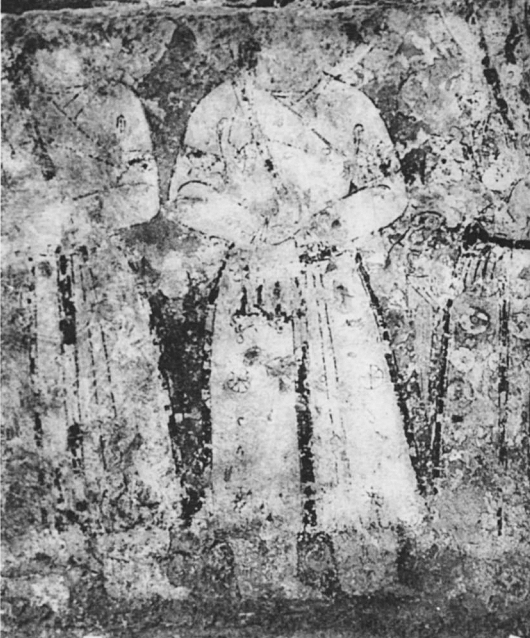
نگاره‌ای از دادگاه کاخ
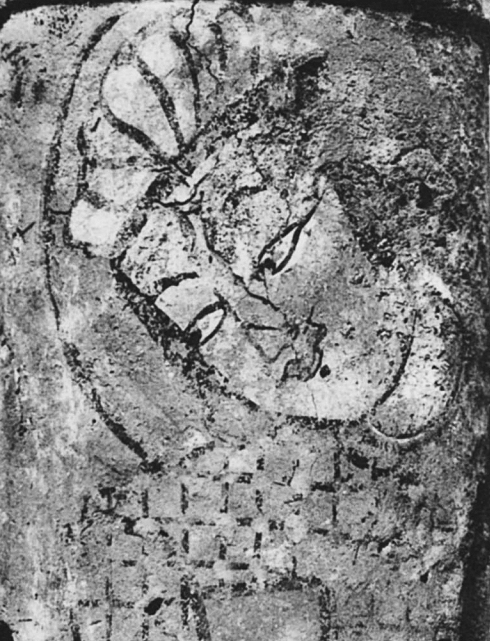
نگاره‌ای دیگری از دادگاه لشکری بازار